# Luftangreb (dokumentarfilm)
|  | Denne artikel er oprettet af botten Steenthbot ud fra en ekstern database. Den kan derfor have sproglige fejl eller mangler. Denne skabelon kan fjernes efter kontrol af indholdet. |

Luftangreb er en dansk oplysningsfilm fra 1959 instrueret af Helge Robbert og efter manuskript af Tue Ritzau.

## Handling
En oplysningsfilm, som beskriver, hvorledes man skal forholde sig, hvis en atombombe bliver kastet over en større by.